# Matisse Samoise
Matisse Samoise, né le 21 novembre 2001 à Gand en Belgique, est un footballeur belge qui joue au poste de milieu de terrain à La Gantoise.

## Biographie

### En club
Né à Gand en Belgique, Matisse Samoise est notamment formé par La Gantoise, son club de cœur. Il fait sa première apparition en professionnel le 29 septembre 2020, à l'occasion d'une rencontre qualificative pour la Ligue des champions face au Dynamo Kiev. Il entre en jeu à la place de Laurent Depoitre lors de ce match perdu par son équipe sur le score de trois buts à zéro. Samoise joue son premier match de Division 1A le 4 octobre 2020 face au K Beerschot VA. Il entre en jeu à la place de Osman Bukari et se fait remarquer en inscrivant son premier but en professionnel participant à la victoire de son équipe, qui s'impose par cinq buts à un. Le 30 novembre 2020, Samoise prolonge son contrat avec son club formateur jusqu'en juin 2023. Il connait sa première titularisation en professionnel le 3 février 2021, contre le K SK Tongeren, en coupe de Belgique. Il se fait remarquer ce jour-là en délivrant une passe décisive pour Roman Bezus et en inscrivant le deuxième but de sa carrière, participant ainsi à la large victoire des siens (5-0 score final),.

### En sélections nationales
En novembre 2021, Matisse Samoise est convoqué pour la première fois avec l'équipe de Belgique espoirs. En mars 2022, il est à nouveau convoqué avec les espoirs belges.

## Statistiques

### En club
| Saison                | Club                  | Championnat           | Championnat | Championnat | Championnat | Coupe(s) nationale(s) | Coupe(s) nationale(s) | Coupe(s) nationale(s) | Supercoupe | Supercoupe | Supercoupe | Compétition(s) continentale(s) | Compétition(s) continentale(s) | Compétition(s) continentale(s) | Compétition(s) continentale(s) | Autres compétitions | Autres compétitions | Autres compétitions | Autres compétitions | Total | Total | Total |
| Saison                | Club                  | Division              | M.          | B.          | P.d.        | M.                    | B.                    | P.d.                  | M.         | B.         | P.d.       | Comp.                          | M.                             | B.                             | P.d.                           | Comp.               | M.                  | B.                  | P.d.                | M.    | B.    | P.d.  |
| 2020-2021             | KAA La Gantoise       | Division 1A           | 5           | 1           | 0           | 1                     | 1                     | 1                     | -          | -          | -          | C1+C3                          | 1+0                            | 0+0                            | 0+0                            | PO2                 | 4                   | 0                   | 0                   | 11    | 2     | 1     |
| 2021-2022             | KAA La Gantoise       | Division 1A           | 27          | 2           | 3           | 5                     | 0                     | 1                     | -          | -          | -          | C4                             | 8                              | 0                              | 2                              | PO2                 | 5                   | 0                   | 0                   | 45    | 2     | 6     |
| 2022-2023             | KAA La Gantoise       | Division 1A           | 27          | 2           | 3           | 2                     | 0                     | 0                     | 1          | 0          | 0          | C3+C4                          | 2+9                            | 0+0                            | 0+1                            | PO2                 | 6                   | 0                   | 0                   | 47    | 2     | 4     |
| 2023-2024             | KAA La Gantoise       | Division 1A           | 29          | 5           | 1           | 3                     | 0                     | 0                     | -          | -          | -          | C4                             | 11                             | 1                              | 1                              | PO2+BE              | 9+1                 | 1+0                 | 1+0                 | 53    | 7     | 3     |
| 2024-2025             | KAA La Gantoise       | Division 1A           | 22          | 0           | 3           | 2                     | 0                     | 1                     | -          | -          | -          | C4                             | 10                             | 0                              | 1                              | PO1                 | 9                   | 0                   | 0                   | 43    | 0     | 5     |
| 2025-2026             | KAA La Gantoise       | Division 1A           | 4           | 0           | 0           | -                     | -                     | -                     | -          | -          | -          | -                              | -                              | -                              | -                              | -                   | -                   | -                   | -                   | 4     | 0     | 0     |
| Total sur la carrière | Total sur la carrière | Total sur la carrière | 114         | 10          | 10          | 13                    | 1                     | 3                     | 1          | 0          | 0          | -                              | 41                             | 1                              | 5                              | -                   | 34                  | 1                   | 1                   | 203   | 13    | 19    |

## Palmarès

### En club
|  |  | KAA La Gantoise - Coupe de Belgique (1) : - Vainqueur : 2022. |